# 村山温泉かたくりの湯
村山温泉かたくりの湯（むらやまおんせん かたくりのゆ）は、東京都武蔵村山市の市立の温泉施設。

## 歴史
2002年に市の温泉施設としてオープンした。2007年から指定管理者に委託する方式がとられている。
指定管理者の契約は5年ごとに更新されているが、2023年3月末の契約終了後、4月以降の指定管理者への応募者がなく休業となる。再開の見通しは立っておらず、2023年度に6人の有識者からなる検討委員会を設置して存廃も含めて議論する。

## 附帯施設
村山温泉かたくりの湯には下記の施設がある。
- レストラン
- プールゾーン
- リラクゼーションゾーン
- 多目的ルーム
- サウナ（ドライ、スチーム）